# Чжунцзе

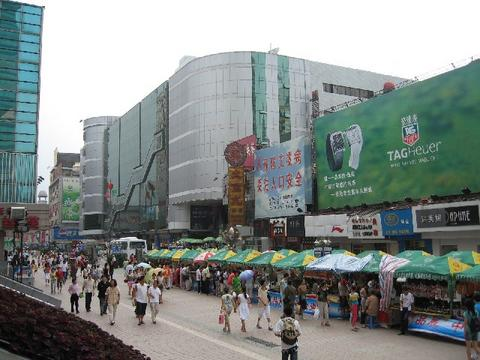
Вид на Чжунцзе

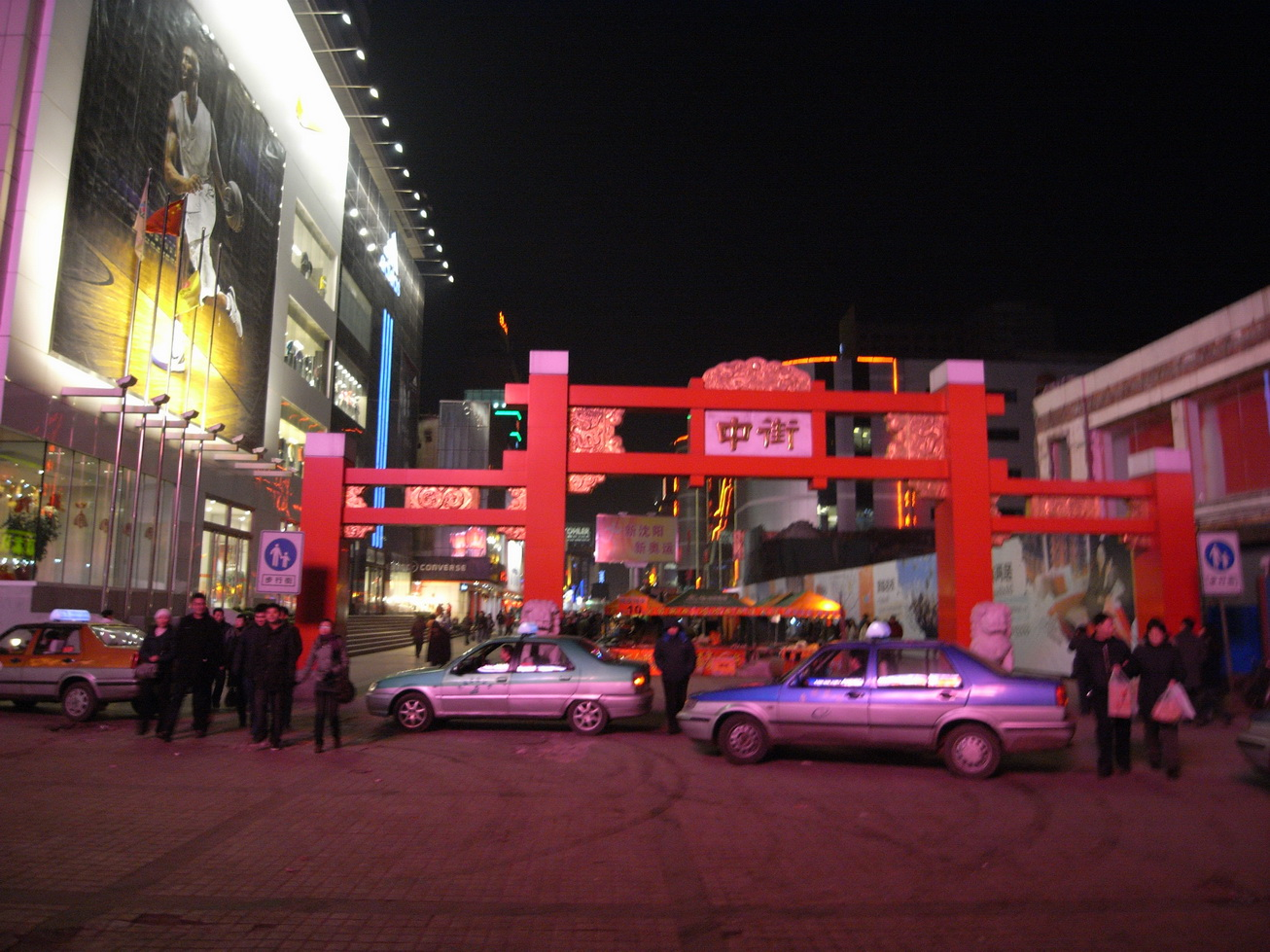
Ворота с названием улицы

Чжунцзе (кит. упр. 中街, дословно - средняя или центральная улица) — улица города Шэньяна, расположенная в центральной части города. Является одним из центров торговли Шэньяна — на Чжунцзе расположено большое количество торговых центров, в том числе по продаже товаров премиум-класса. 
Улица Чжунцзе в Шэньяне — самая древняя пешеходная улица на северо-востоке Китая. Также она — самая длинная пешеходная торговая улица в Китае, длина — 1,5 км. 

## История
Чжунцзе являлась частью торгового района, известного со времён династии Мин, её формирование пришлось на 1625 — 1631 годы. Ранее называлась Сыпинцзе (四平街). 
К настоящему времени её история насчитывает более 380 лет. В 1997 году правительство Шэньяна спроектировало второй и третий участки Чжунцзе, в итоге её длина превысила 1 км (пешеходная часть).
В настоящее время центральная часть из перекрёстка двух улиц, формирующих иероглиф «十», разрослась и сформировала иероглиф «井».